# Übertragungseffekt
Unter einem Übertragungseffekt (auch Spill-over-Effekt, Spillover-Effekt, Spill-over oder Spill-over; englisch spillover; deutsch „verschütten“, „überlaufen“) wird in den Wirtschaftswissenschaften und anderen Fachgebieten die Übertragung von Daten, Ereignissen, Gefühlen, Informationen, Verhaltensweisen oder Wissen von einem Fachgebiet auf ein anderes Sachgebiet oder Wirtschaftssubjekt verstanden.

## Allgemeines
Ernst B. Haas, der Begründer des Neofunktionalismus, prägte 1958 den Begriff des Spill-over, der bald – als modischer Anglizismus – weite Verbreitung fand.
Zwischen unterschiedlichen Lebensbereichen kann es zur Übertragung von Ereignissen oder Zuständen kommen. Im Gegensatz zum Dominoeffekt erfolgen diese Übertragungen jedoch nicht zwangsläufig, sondern eine Übertragung ist mit einer Wahrscheinlichkeit verbunden. Beispielsweise kann das Lob eines Vorgesetzten zu einer positiven Stimmung in der Privatsphäre führen. Der Übertragungseffekt besteht hierbei darin, dass der gelobte Ehepartner seine Arbeitszufriedenheit wahrscheinlich auch auf die Familie überträgt. Dieser Übertragungsmechanismus wird in der Psychoanalyse als Projektion bezeichnet.
Der Übertragungseffekt kann positive oder negative Auswirkungen beim Empfänger auslösen.

## Marktpsychologie
Bruno S. Frey unterscheidet in seiner Marktpsychologie zwischen dem Verdrängungs-, Verstärkungs- und Übertragungseffekt:
- Verdrängungseffekt: Bezahlung und Vorschriften führen unter bestimmten Bedingungen zur Verdrängung der intrinsischen Motivation (ein Kind bekommt Geld für das Rasenmähen und ist deshalb nicht mehr bereit, andere Hausarbeiten kostenlos durchzuführen). Die Wirkung auf die intrinsische Motivation ist bei der Verdrängung unerwünscht.
- Verstärkungseffekt: Unter bestimmten Bedingungen wird intrinsische Motivation aufgebaut (ein Schüler bekommt Geld für eine gute Schulnote). Die Wirkung auf die intrinsische Motivation ist beim Verstärkungseffekt erwünscht.
- Übertragungseffekt: Die durch externe Effekte verursachten Veränderungen der intrinsischen Motivation können sich auf angrenzende Gebiete auswirken.

Ein Übertragungseffekt tritt umso wahrscheinlicher auf, wenn ein Marktteilnehmer seine eigene Motivation zwischen verschiedenen Gebieten differenzieren kann.

## Marketing
Werden Marketinginstrumente wie beispielsweise Werbung eingesetzt, so wirken sie sich auf das Kaufverhalten der Konsumenten erst in späteren Perioden aus. Das Kaufverhalten beruht auf Wahrnehmungen des Konsumenten, die durch aktuelle oder vergangene Erfahrungen beeinflusst werden. Dieser Effekt wird als Übertragungseffekt (englisch carry-over-effect) bezeichnet. Die Botschaft der Werbung wird auf den Konsumenten übertragen, der diese Werbung später seiner Kaufentscheidung zugrunde legt. 
Ein Spillover liegt auch dann vor, wenn das Absatzvolumen eines kaum beworbenen Produkts (Langsamdreher) entweder wegen seiner Komplementarität zu einem Schnelldreher (etwa Anzug und Krawatte) oder wegen einer Substitutionsbeziehung (Margarine-Butter) in der gleichen Periode beeinflusst wird. Hierbei werden gegenseitige Interdependenzen der Güter untereinander ausgenutzt. 
Spillover nennt man auch die Wirkung eines Produktes eines Herstellers mit hohem Bekanntheitsgrad (beispielsweise eines Marktführers) auf vergleichbare Konkurrenzprodukte oder die Wirkung des Produktes A eines Herstellers auf ein Produkt B desselben Produzenten. So kann z. B. das Image einer Marke auf ein neues Produkt übertragen werden (Umbrella-Effekt bei Übertragung eines Images, Kannibalismus-Effekt bei Übertragung eines negativen Images). Im engeren Sinne liegt ein Übertragungseffekt dann vor, wenn das positive Image eines Produktes oder eines Unternehmens sich auf ein anderes Produkt überträgt.

## Volkswirtschaftslehre
Spillovers gibt es insbesondere, wenn von einem Teilmarkt sich die Änderungen von Marktdaten auf einen anderen Teilmarkt auswirken. Sinkt beispielsweise auf dem Gütermarkt bei verringerter Produktion das Güterangebot, ist hiermit ein negativer Übertragungseffekt auf den Arbeitsmarkt verbunden, weil hier die Arbeitsnachfrage der Unternehmen produktionsbedingt sinkt. Gleiches gilt, wenn sich Finanzkrisen der Finanzwirtschaft auf die Realwirtschaft auswirken. Die komplementäre Interdependenz zwischen Finanz- und Realwirtschaft wird häufig zur Erklärung von Finanzkrisen herangezogen. Die Finanzkrise ab 2007 wirkte sich vom Finanzmarkt durch ein Spillover auf die Realwirtschaft aus.

## Wirtschaft
In der Wirtschaft weisen Wirtschaftssubjekte wegen ihrer Wirtschaftsobjekte eine Geschäftsbeziehung, Handelsbeziehung oder Vertragsbeziehung zu anderen Wirtschaftssubjekten auf. Die Störung bei einem Wirtschaftssubjekt (Betriebsstörung, Unternehmenskrise) muss sich deshalb nicht zwangsläufig auf andere auswirken. In solchen Fällen wird vom Contagion-Effekt gesprochen.
Gerät ein Großunternehmen mit umfangreichen Geschäftsbeziehungen zu Lieferanten, Subunternehmen, Zulieferern und Kunden in die Insolvenz, so kann sich dies als Übertragungseffekt auf die Geschäftspartner auswirken. Beispiel ist das britische Bauunternehmen Carillion, das im Januar 2018 insolvent wurde und rund 30.000 Geschäftspartner in finanzielle Schwierigkeiten oder zur Insolvenz brachte.
An Börsen kann sich der fallende Aktienkurs einer bestimmten Aktie auch auf andere Aktien auswirken, was ebenfalls als Übertragungseffekt bezeichnet wird. Grund für einen solchen Effekt kann der irrationale Noise sein. Werden eine ganze Börse oder gar mehrere Börsen hiervon betroffen, liegt ein Börsenkrach zugrunde. Im Bankwesen gehört das Herdenverhalten etwa beim Bank Run zu den Übertragungseffekten. 
Unternehmen und Behörden können versuchen, derartige Effekte durch Krisenmanagement und Risikomanagement vor ihrem Entstehen wahrzunehmen und ihre Folgen zu mildern oder zu verhindern.

## Übertragungseffekte im Rahmen zwischenstaatlicher Integration
In den internationalen Beziehungen wird der Begriff Spill-over (hier selten: Übertragungseffekt) vor allem für Phänomene innerhalb von Integrationsgemeinschaften verwendet, wo er die Auswirkungen nationaler oder übernationaler politischer Entscheidungen auf andere Bereiche beschreibt. Hauptanwendungsfeld war bislang die europäische Integration mit der Europäischen Union als Schwerpunkt. Der Begriff wird vor allem von Anhängern der neofunktionalistischen Integrationstheorie verwendet. Demnach kann die Überführung bestimmter Politikbereiche an die Europäische Union (Vergemeinschaftung) dazu führen, dass sich auch in anderen Bereichen eine Tendenz zur Vergemeinschaftung entwickelt. Sektorale Integration führt hiernach zur Verflechtung immer weiterer Sektoren. Dafür finden sich zahlreiche Beispiele in der Geschichte der europäischen Integration, so etwa im Bereich des Binnenmarktes, in dem das Grundprinzip des freien Kapitalverkehrs zur verstärkten Entwicklung einer gemeinsamen Währungspolitik und letztlich zur Gemeinschaftswährung Euro geführt hat. Ebenso durch die Aufnahme weiterer Themen/Zuständigkeiten (Politiken) in die Verträge, beginnend mit der EEA 1986/1987 durch die Aufnahme der Bereiche (Politiken) wie Umweltschutz, Forschung und Technologie sowie Bildung; später fortgesetzt durch den Vertrag von Maastricht hält dieser Prozess bis heute an.

## Weitere Bedeutungen
In der Entwicklungspolitik spricht man von Übertragungseffekten vor allem im Zusammenhang von hohen Verstädterungsraten bzw. deren Konsequenzen, wie die Entstehung von Metropolen und Megastädten innerhalb der Dritten Welt (Kairo, Neu-Delhi, São Paulo etc.) zeigt. Die Übertragungseffekte ergeben sich durch Agglomerationsnachteile wie Zusammenbruch der Verkehrsinfrastruktur, hohe Schadstoffbelastung, Unterbeschäftigung, Informelle Siedlungen, Kriminalität und anderes.
Im Rahmen der Stadtsoziologie und der Kulturwissenschaften werden mit Spillover oder räumlich externen Effekten unentgeltliche positive oder negative Auswirkungen einer Region auf eine andere Region bezeichnet, die zur Besserstellung einzelner Regionen im Vergleich zu anderen führen. Spillovers entstehen, wenn die geographischen Grenzen der Nutzung eines (öffentlichen) Gutes nicht mit denen der Gebietskörperschaften übereinstimmen, der räumliche Kreis von Nutznießern und Belasteten auseinanderklafft. Diesen Zusammenhang analysiert auch das Konzept der zentralen Orte. Zentrale Orte sind Städte, die als Mittelpunkt eines bestimmten wirtschaftlichen Verflechtungsbereichs einen Bedeutungsüberschuss gegenüber den umliegenden Regionen besitzen. Das Problem dabei ist, dass Spillovers zu einer Unterversorgung eines zentralen Ortes mit einem von der öffentlichen Hand bereitgestellten Gut führen (Ausbeutungshypothese). Um diesen Missstand zu beheben, bieten sich verschiedene Internalisierungsstrategien an. So können die zentralen Orte von den extern Begünstigten eine Kostenerstattung fordern (vergleiche dazu das Sächsische Kulturraumgesetz) oder es übernimmt eine übergeordnete Gebietsebene, z. B. das Land, in Form einer Subventionierung den Spillover-Ausgleich.
In der Epidemiologie ist mit einem Spillover die Übertragung eines Erregers von einer Wirtsart auf eine andere gemeint. Ist auf einer der beiden Seiten der Mensch involviert, wird die Übertragung auch Zoonose (je nach Richtung Anthropozoonose bzw. Zooanthroponose) genannt.